# رافائيل دي نوغالس منديز

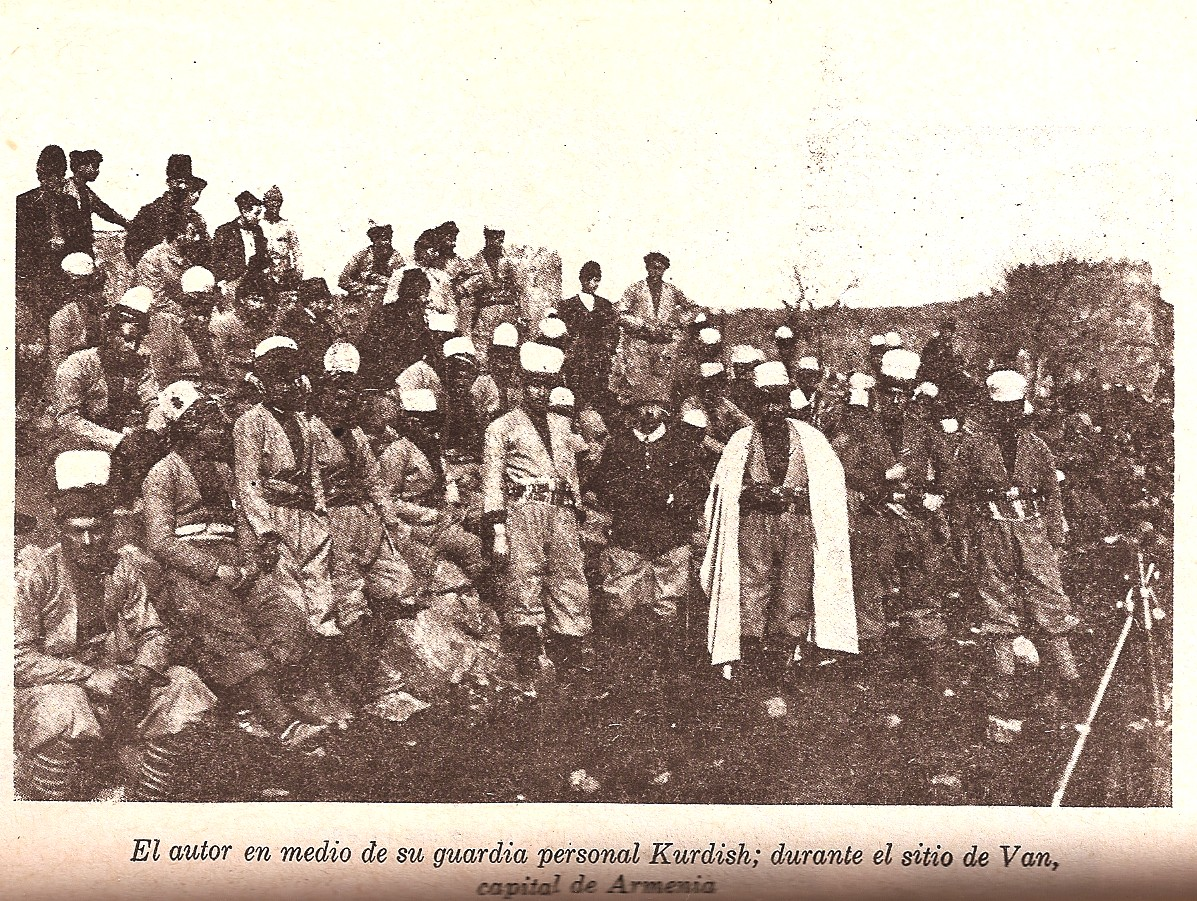
رافائيل دي نوغالس في وان مع قوات كردية

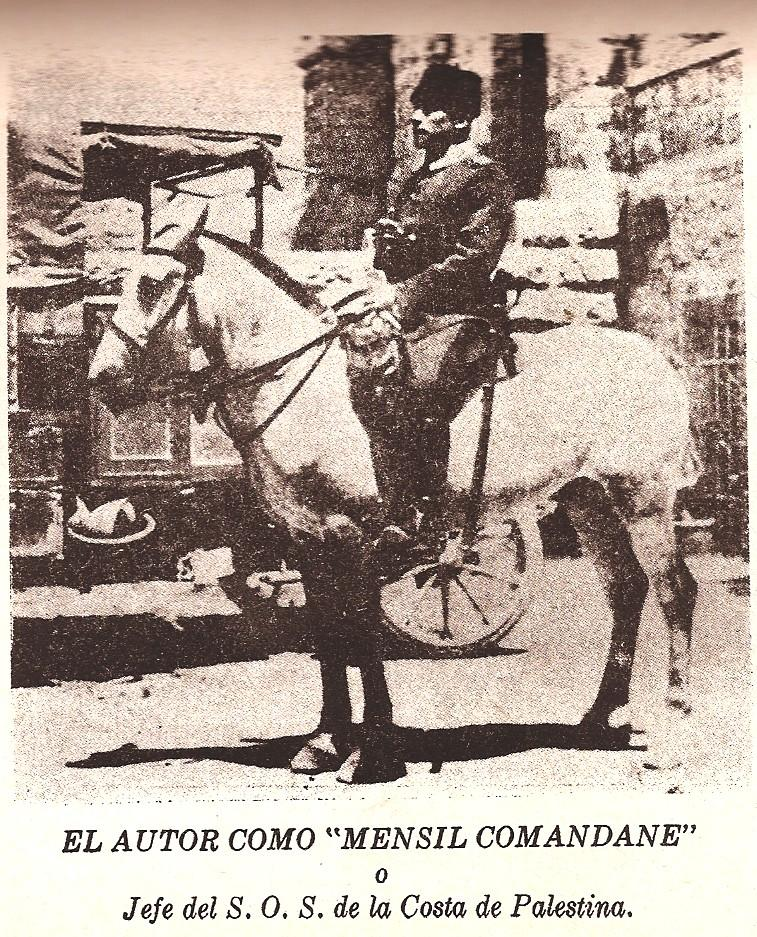
رافائيل دي نوغالس في فلسطين عام 1917

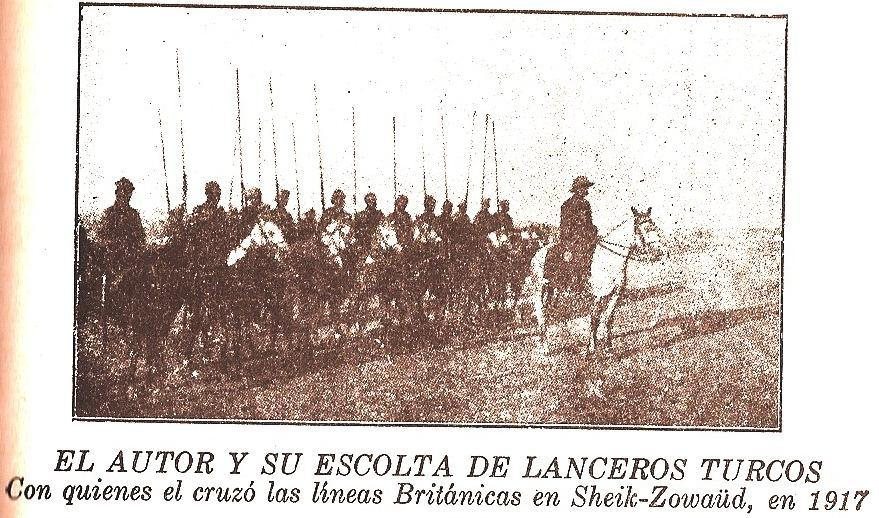
رافائيل دي نوغالس في شيخ زويد عام 1917

رافائيل دي نوغالس منديز (بالإسبانية: Rafael de Nogales Méndez)‏ أو رافائيل إنتشاوسبي منديز (بالإسبانية: Rafael Inchauspe Méndez)‏ (ولد في سان كريستوبال في 14 أكتوبر 1879 وتوفي في مدينة بنما في 10 تموز 1936) كان جنديا فنزويليا ومغامرا وكاتبا خدم في عهد الإمبراطورية العثمانية خلال الحرب العالمية الأولى (1914-1918). سافر على نطاق واسع وحارب في العديد من حروب عصره.

## بداياته وتعليمه
أرسله والده عندما كان شابا للدراسة في أوروبا وانتضم للدراسة في جامعات في ألمانيا وبلجيكا وإسبانيا، وتحدث عدة لغات بطلاقة. على الرغم من تعليمه، شعر رافائيل دي نوغالس بأنه أكثر رغبة بالالتحاق بالخدمة العسكرية وبدأ في السفر حيث أخذته أخبار الحرب. شارك في العديد من الصراعات في الجزء الأخير من القرن التاسع عشر وبداية القرن العشرين: حارب من أجل الإسبان ضد الأمريكيين في الحرب الأمريكية الإسبانية.
في عام 1902 بدعم من رئيس نيكاراغوا خوسيه سانتوس زيلايا، شارك نوغاليس في محاولة فاشلة للإطاحة برئيس فنزويلا الدكتاتور سيبريانو كاسترو الذي كان يتضمن رحلة استكشافية على متن المركب الشراعي لا ليبرتاد. هبطت القوات في شبه جزيرة غواخيرا [الإنجليزية]، لكن هزمها الجنرال أنطونيو دافيلا في كارازوا كجزء من ثورة التحرير في فنزويلا [الإسبانية].
في عام 1904 شارك في الحرب الروسية اليابانية بصفة عميل مزدوج. بالإضافة إلى ذلك، أمضى بعض الوقت في ألاسكا خلال فترة انتشار البحث عن الذهب هناك. وفي كاليفورنيا، حارب مع قوات الثوري المكسيكي ريكاردو فلوريس ماجون وعمل أيضا راعي بقر في ولاية أريزونا. عاد إلى فنزويلا في عام 1908 ، بعد الانقلاب العسكري لخوان فيسنتي غوميز الذي أطاح بخصمه سيبريانو كاسترو، فعين رافائيل دي نوغالس حاكما لولاية أبوري، ومع ذلك، غادر إلى المنفى بعد أن جعل نفسه عدوًا للرئيس الجديد.

## الحرب العالمية الأولى
عندما بدأت الحرب العالمية الأولى، وبعد محاولات غير ناجحة للانضمام إلى عدد من الجيوش الأوروبية الأخرى، جند في الجيش العثماني وعين إلى جبهة القوقاز، حيث وصل إلى رتبة رائد. قاد قوات الدرك خلال حصار وان ، لكنه طلب أن يشعر بالارتياح بسبب ما يعتقد أنه «مذابح غير مبررة للمسيحيين». كان يعتقد أن المذابح ارتكبت من قبل خليل بيك، قائد عسكري وآمر جيش الاستطلاع الذي تطوع لخدمته. وفي وقت لاحق ألف كتابًا يصف تجاربه مع الجيش العثماني في الحرب العالمية الأولى. كما تكلم عن مذابح الأرمن.
بعد نقله من القوقاز، واجه حملة سيناء وفلسطين. حارب في الخطوط التركية خلال الحرب بأكملها، ومنحه القيصر فيلهلم الثاني وسام الصليب الحديدي.
في مناسبة واحدة خلال حملة سيناء وفلسطين، قابل العقيد توماس إدوارد لورنس وجهاً لوجه على الحدود. نظر هو ولورنس إلى بعضهما البعض ودون أن يتكلما وافترقا. كان رافائيل دي نوغالس يقارن به مع توماس إدوارد لورنس بسبب أعمالهما في الجزيرة العربية رغم زيهما المختلف.

## بعد الحرب
بعد انتهاء الحرب، عمل مع الثوري النيكاراغوي أوغوستو سيزار ساندينو. في لندن، كتب نوغاليس بعض الكتب عن مغامراته حول العالم. عينه الجنرال غوميز في فنزويلا لدراسة الجيش البنمي، ولكن في وقت لاحق توفي في مدينة بنما في عام 1936.

## عائلته
كان رافائيل نوغاليس هو الطفل الوحيد من بين 3 شقيقات ولدن بعده وتزوجن من ألمان أثرياء من سان كريستوبال، حيث أصبحت آنا ماريا نوغاليس كونتيسة ويسترهولت عندما تزوجت من الكونت ماكس فون فيسترهولت أوند غيسنبرغ في 6 سبتمبر 1920.
كان دون بيدرو فيليبي، والد رافائيل صاحب مناجم النحاس في سيبوروكو [الإسبانية] ومزارع البن في أبيخالس [الإسبانية]، وهو أيضًا أحد المساهمين الكبار في سكة حديد تاشيرا الكبرى، وقد استعان بأفضل المربين الفنزويليين والكولومبيين ليقوموا بتعليم ابنه، كما درس في مدرسة تاشيرا الألمانية التي يديرها تيودورو مسيرشميدت، وذلك وفقًا لتقاليد العائلات الأنديزية الغنية.

## مؤلفاته
كتب العديد من الكتب حول تجاربه:
- Memorias de un Soldado de Fortuna (1932)
- Cuatro años bajo la Media Luna (نشر سنة 1925، وهو عن تجاربه كضابط في الإمبراطورية العثمانية فيه تعليقات حول أحداث مذابح الأرمن)
- El saqueo de Nicaragua (1928)